# Emil Arnold Budde

Emil Arnold Budde, ca. 1913.

Emil Arnold Budde (* 28. Juli 1842 in Geldern; † 15. August 1921 in Feldafing) war ein deutscher Physiker und Mathematiker.
Budde studierte ab 1858 zunächst katholische Theologie, später Naturwissenschaften und promovierte 1864 in Bonn, wo er sich auch 1869 habilitierte. Nach Jahren als journalistischer Korrespondent betrieb er ab 1887 in Berlin physikalische Studien und trat 1892 der Firma Siemens & Halske bei. Er wurde Mitdirektor der Charlottenburger Werke der Firma (von 1893 bis 1911) und ab 1895 der erste Vorsitzende der VDE-Kommission, die die ersten Sicherheitsvorschriften für elektrische Anlagen (in Deutschland) am 23. November 1895 in Eisenach verabschiedete. Initiiert hatte sie im Dezember 1894 der damalige Generalsekretär des Elektrotechnischen Vereins, Gisbert Kapp. Im Jahre 1895 folgten die ersten Sicherheitsvorschriften für elektrische Hochspannungsanlagen.
Budde war von 1904 bis 1906 und von 1910 bis 1912 Vorsitzender des VDE, Ehrenmitgliedschaft 1912. Von 1911 bis 1913 war er der dritte Präsident der International Electrotechnical Commission (IEC).

## Werke
- Naturwissenschaftliche Plaudereien. Berlin, G. Reimer, 1891
- Das Recht der Angestellten an den Erfindungen. Zwei Abhandlungen; mit Wilhelm von Siemens. Berlin, Heymann, 1908